# Prochiloneurus pulchellus
Prochiloneurus pulchellus är en stekelart som beskrevs av Filippo Silvestri 1915. Prochiloneurus pulchellus ingår i släktet Prochiloneurus och familjen sköldlussteklar.
Artens utbredningsområde är:
- Kongo.
- Eritrea.
- Etiopien.
- Gabon.
- Italien.
- Madagaskar.
- Turkmenistan.
- Uzbekistan.

Inga underarter finns listade i Catalogue of Life.